# Tomáš Ždánský
Tomáš Ždánský (23. července 1915, Archlebov, Rakousko-Uhersko – 13. prosince 1998, Kyjov, Česko) byl český římskokatolický arcikněz, děkan, pedagog, publicista, organizátor.

## Život
Vzdělání získal na obecné škole v Archlebově (1921–1926), měšťanské škole ve Ždánicích (1926–1928), gymnáziu v Kyjově (1928–1930), Státním gymnáziu v Brně v Aleji č. 14 (1930–1936) a Teologickém učilišti v Brně (1936–1941). V roce 1943 vykonal katechetickou zkoušku. Ordinován do služby byl 5. července 1941. Poté působil v poutním kostele Zvěstování Panny Marie v Brně-Tuřanech (1941–1944), v kostele Neposkvrněného Početí Panny Marie v Brně na Křenové ulici (1944–1945), v kostele Nanebevzetí Panny Marie v Oleksovicích u Znojma (1945–1953), v poutním kostele sv. Anny v Žarošicích (1953–1998) – též ve funkci děkana děkanství žarošického (1973–1996) a arcikněze arcikněžství slavkovského (od. r. 1989). Proslul jako „věrný strážce Staré Matky Boží Žarošské Divotvůrkyně Moravy“, vzdělanec, budovatel, pedagog a organizátor. Přínosná je jeho činnost publikační. V neděli 13. prosince 2015 byl in memoriam jmenován čestným občanem obce Žarošice.  

## Publikace (výběr)
- Historie a tradice starobylého mariánského poutního místa Staré Matky Boží Žarošické. Žarošice, 1994, reed. 1998.
- Starobylé mariánské poutní místo Žarošice. (nedatováno)
- Historie zvonů a pořízení nových zvonů v poutním kostele Staré Matky Boží v Žarošicích. In: Od Hradské cesty, Žarošice, 1992, roč. 1991–1992, s. 21–23.
- Opomíjení historikové a zasloužilí kněží Žarošic. In: Od Hradské cesty, Žarošice, 1995, roč. 1995, s. 22–24.
- Historie sochy sv. Jana Nepomuckého stojící „Na Dolině“ v Žarošicích. In: Věstník Historicko-vlastivědného kroužku v Žarošicích, Žarošice, 1993, roč. 3, č. 3, s. 12–13. (spoluautor Jaroslav Vlach)
- Vzpomínka na pana ředitele Kolka. In: Věstník Historicko-vlastivědného kroužku v Žarošicích, Žarošice, 1995, roč. 5, č. 5, s. 48–49.
- Poustevníci u starobylého kostela Staré Matky Boží na Silničné v běhu dějin. In: Věstník Historicko-vlastivědného kroužku v Žarošicích, Žarošice, 1996, roč. 6, č. 6, s. 32–35.
- Nynější farní kostel v Žarošicích. In: Věstník Historicko-vlastivědného kroužku v Žarošicích, Žarošice, 1997, roč. 7, č. 7, s. 7–10.